# Szyszki (województwo mazowieckie)
Szyszki – wieś w Polsce położona w województwie mazowieckim, w powiecie pułtuskim, w gminie Gzy. Ma status sołectwa.
W latach 1975–1998 miejscowość położona była w województwie ciechanowskim.
Wieś wymieniana w XIII wieku na uposażeniu biskupów płockich, po 1418 erygowano tu parafię i w połowie XV wieku stał tu już drewniany kościół. W 1609 kościół wzmiankowany pod wezwaniem św. Bartłomieja. W 1714 bp Ludwik Załuski wzniósł nowy drewniany kościół, który spłonął wraz z zabudowaniami przykościelnymi w 1879, a parafię przeniesiono do Strzegocina.
W latach 1877–1899 ks. I. Antoszewski wzniósł murowaną świątynię istniejąca do dziś, konsekrowaną w 1909. W 1953 wnętrza kościoła ozdobiła polichromia.
Wierni Kościoła rzymskokatolickiego należą do parafii św. Bartłomieja.

## Części wsi
| SIMC    | Nazwa                | Rodzaj    |
| ------- | -------------------- | --------- |
| 0116286 | Szyszki Włościańskie | część wsi |
| 0116270 | Szyszki-Folwark      | część wsi |

## „Polska Wandea”
W czasie II wojny światowej, jak i w okresie powojennym w miejscowości Szyszki i sąsiednich wsiach działali „Żołnierze wyklęci”. W Szyszkach urodził się Karol Biliński „Ego” (ROAK), a w 1951 r. zginął legendarny partyzant Mieczysław Dziemieszkiewicz „Rój” (NSZ-NZW).